# つるぎ町立端山小学校
つるぎ町立端山小学校（つるぎちょうりつ はばやましょうがっこう）は、徳島県美馬郡つるぎ町貞光字端山にある公立小学校。
児童数の減少などの理由で2003年3月31日をもって休校し、同年4月1日に貞光町立貞光小学校（現つるぎ町立貞光小学校）に統合された。

## 概要
- つるぎ町貞光の中心部から南へ約7Km。宮平橋で貞光川を左岸へ渡って左折し、川沿いの狭い道を登っていく。校舎跡は行き止まりの森の中にある[1]。
- 1968年（昭和43年）5月7日、裏山が幅35ｍ、高さ65ｍにわたって崩れた。被害は教室と講堂の間が大きく、便所と資料室が倒壊した[1]。
- スズカケソウの保護と育成に取り組んでいた[2]。
- スズカケソウの保護と育成の取り組みを貞光町立皆瀬小学校（現つるぎ町立皆瀬小学校）に託した[2]。

### 旧校舎
- 宮平橋西詰め近くにあった。ベージュ塗装の3棟の木造、2つの木造2階建てが平屋で繋がった形だった。運動場が狭かった[1]。

### 新校舎
- 白い鉄筋3階建て[1]。

## 基礎データ
全校生徒数
- ？人

全卒業生数　
- ？人

## 沿革
- 1874年（明治7年） - 創立。
- 1889年（明治22年）10月1日 - 町村制の施行により、西端山村・東端山村の区域をもって端山村が発足。
- 1947年（昭和22年）4月1日 - 学制改革により、端山村端山小学校と改称。
- 1956年（昭和31年）9月30日 - 町村合併により、貞光町端山小学校と改称。
- 1968年（昭和43年）
  - 5月7日 - 裏山の崩壊で、校舎の一部が倒壊した[1]。
  - 5月20日～9月27日 - 3台のバス送迎により、貞光中学校旧校舎で疎開授業を受ける[1]。
- 2003年（平成15年）3月31日 - 休校[1]。
- 2005年（平成17年）3月1日 - 町村合併により、つるぎ町立端山小学校と改称。

## 交通

### 最寄駅
- JR徳島線貞光駅

## 統合先小学校
- つるぎ町立皆瀬小学校（2006年3月31日休校）
- つるぎ町立貞光小学校

## 進学先中学校
- つるぎ町立貞光中学校

## 猿飼分校
つるぎ町立端山小学校猿飼分校（つるぎちょうりつ はばやましょうがっこう さるかいぶんこう）は、徳島県美馬郡つるぎ町貞光字猿飼にある公立小学校。
児童数の減少などの理由で1991年3月31日をもって休校し、同年4月1日に貞光町立端山小学校（現つるぎ町立貞光小学校）に統合された。。

### 概要
- つるぎ町貞光の国道438号線土釜トンネル。横にある橋を渡って左岸の斜面を登る。2Km程行くと蕎麦農園近くに桃色に塗られた木造平屋の建物がある。それが校舎である。校庭に桜の木がある[3]。

### 基礎データ
全校生徒数
- 2人（1990年度（平成2年度）当時）

全卒業生数　
- ？人

### 沿革
- 1882年（明治15年） - 創立。
- 1947年（昭和22年）4月1日 - 学制改革により、端山村端山小学校猿飼分校と改称。
- 1956年（昭和31年）9月30日 - 町村合併により、貞光町端山小学校猿飼分校と改称。
- 1960年（昭和35年） - 粉ミルク給食導入。新校舎完成[3]。
- 1991年（平成3年）3月31日 - 休校。[3]
- 2005年（平成17年）3月1日 - 町村合併により、つるぎ町立端山小学校猿飼分校と改称。